# George Abbot
George Abbot (Guildford, 19 de outubro de 1562 – Croydon, 5 de agosto de 1633) foi um prelado inglês, Arcebispo da Cantuária e célebre teólogo anglicano e membro da comissão de tradução da Bíblia do Rei Jaime e publicou diversos tratados teológicos.